# ایکس امپایر
ایکس امپایر ( انگلیسی: x empire ، ماسک امپایر) با نماد اختصاری X یک ارز دیجیتال ویک بازی مبتنی بر پلتفرم تلگرام است که با ترکیب هوش مصنوعی ، بلاکچین و محتوای تولیدی کاربران ، راهی آسان برای ورد به دنیا وب3 فراهم میکند. این پروژه که در بستر شبکه پلاکچین TON توسعه یافته، به عنوان پلتفرمی برای تبدیل هویت دیجیتال وایجادNFT شناخته می شود.
کاربران در این پلتفرم  می‌توانند آواتارهای NFT شخصی سازی شده خود را ایجاد کنند و به اشتراک بگذارند. یک پارچگی با شبکه TON امکان ساخت و معاملات NFT را به شکلی روان فراهم کرده و دسترسی به آن رابرای کاربران  وب2 و وب3 آسان نموده است. از توکن بومی X می‌توان برای معاملات آربیتراژی، استیکینگ و کسب درآمد، پرداخت و انتقال به دیگران استفاده کرد .
این بازی که در ابتدا به نام "Musk Empire" راه اندازی شد و بعداً به X Empir تغییر نام داد، از یک مکانیزم ساده "Tap_ to_Eran" برای کسب درآمد استفاده می‌کند و با معرفی فاز‌های استراتژیک مانند"Chill Phase" تعامل کاربران را افزایش‌می دهد. 
موفقیت چشمگیر این پروژه با جذب بیش از 47 میلیون کاربر در مدت کوتاهی پس از راه اندازی، نشان دهنده پتانسیل بالای ان در صنعت گیمینگ و بلاکچین است .

## ساختار
ساختار اقتصادی X Empire بر محور توکن بومی آن با نماد X شکل گرفته است. عرضه کل این توکن 690 میلیارد واحد تعیین شده که به دو بخش اصلی تقسیم می‌شود:
- 70 درصد از کل عرضه، معادل 483 میلیارد توکن، به ماینرها و دارندگان واچر اختصاص یافته است. این بخش که اکثریت توکن‌ها را شامل می‌شود، بدون هیچ ‌گونه دوره قفل یا محدودیت زمانی در اختیار جامعه کاربری قرار می‌گیرد و نشان‌دهنده تعهد پروژه به کاربران خود است.
- درصد باقی‌مانده، معادل 207 میلیارد توکن، برای توسعه‌های آینده و گسترش پروژه در نظر گرفته شده است. این بخش صرف فعالیت‌های مختلفی از جمله جذب کاربران جدید، توسعه بازی، پروژه‌های جدید، عرضه در صرافی‌ها، تأمین نقدینگی، مشوق‌های جامعه، فعالیت‌های بازارسازی و پاداش تیم خواهد شد.

## تاریخچه
توکن X از زمان عرضه، نوسانات قابل توجهی را تجربه کرده است. در 24 اکتبر، این ارز دیجیتال با قیمت 0.000053 دلار معاملات خود را آغاز کرد و در همان روز به قیمت 0.000109 دلار رسید، اما با کاهش 51.4 درصدی در روز بعد به 0.000061 دلار سقوط کرد.
در 27 اکتبر، روند نزولی قیمت ارز دیجیتال X Empire ادامه یافت و با کاهش 23.7 درصدی به 0.000055 دلار رسید. اما نقطه عطف اصلی در 3 نوامبر رخ داد؛ جایی که قیمت رمزارز X Empire یک کاهش خیره‌کننده را ثبت کرد و به 0.000033 دلار رسید.
پس از این کاهش قیمت ایکس امپایر یک روند صعودی پر قدرت را شروع کرد، به طوری که در 10 نوامبر بالاترین قیمت خود یعنی 0.00058 دلار را ثبت کرد. پس از این جهش قیمتی، روند برعکس شد و قیمت ایکس امپایر شروع به ریزش کرد و در 1 دسامبر به 0.0019 دلار رسید.
این تغییرات شدید قیمت توکن X نشان‌دهنده ماهیت نوسانی این ارز دیجیتال و همچنین افزایش توجه و علاقه سرمایه‌گذاران به پروژه X Empire است. حجم معاملات نیز روند صعودی قابل توجهی داشته و از 424 میلیون دلار به بیش از 5 میلیارد دلار افزایش یافته که نشان‌دهنده افزایش مشارکت و فعالیت معامله‌گران در این بازار است. 

## آینده
بر اساس تحلیل‌های انجام‌شده، انتظار می‌رود قیمت X Empire در سال‌های آینده روند صعودی قابل توجهی را تجربه کند. برای سال 2025، قیمت‌ها همچنان در همین محدوده باقی خواهد ماند و انتظار می‌رود قیمت ایکس امپایر بین 0.000266 تا 0.001263 دلار معامله شود.
در سال 2026 نیز پیش‌بینی می‌شود این روند ادامه یابد و قیمت‌ها در همین محدوده نوسان کنند.
با ورود به سال 2027، انتظار می‌رود کف قیمت ایکس امپایر به 0.000687 دلار افزایش یابد و سقف قیمت به 0.001500 دلار برسد. این روند صعودی در سال 2028 نیز ادامه خواهد داشت و پیش‌بینی می‌شود قیمت رمزارز ایکس امپایر تا 0.001600 دلار افزایش یابد.
سال 2029 می‌تواند نقطه اوج جدیدی برای X Empire باشد؛ جایی که قیمت‌ها می‌توانند به سقف 0.001711 دلار برسند که نشان‌دهنده رشد 586.73 درصدی از سطوح فعلی است.
بسیاری از تحلیلگران و متخصصین فعال در بازارهای مالی بر این باورند که می‌توان از اطلاعات گذشتۀ قیمت ایکس امپایر یا هر دارایی دیگری برای پیش بینی آینده قیمتی آن استفاده نمود.
بدهی است که  پیش‌بینی‌ها صرفاً بر اساس تحلیل‌های تکنیکال و بنیادی موجود است و در آینده تغییر می‌کند؛ بازار ارزهای دیجیتال بسیار پرنوسان است و ممکن است عملکرد واقعی با پیش‌بینی‌ها متفاوت باشد.